# 拉脫維亞航空
拉脫維亞航空是拉脫維亞的全服務航空公司，總部設在拉脫維亞首都里加，於1992年成立，1996年結業。航班基地位於里加国际机场。

## 航點
| 旗幟 | 城市 | 國家     | 機場名稱     | 備註     |
|      | 加   | 拉脫維亞 | 里加国际机场 | 樞紐機場 |